# صلاح أمين (لاعب كرة قدم، مواليد 1981)
صلاح محمد أمين إبراهيم لاعب كرة قدم مصري معتزل، وقد سبق له اللعب لأندية القناة والإسماعيلي والداخلية وطلائع الجيش وسموحة ومصر للمقاصة ووادى دجلة في مركز الهجوم، ولعب للمنتخب الوطني مباراة وحيدة كانت في 2 أكتوبر 2009 أمام منتخب موريشيوس.

في 1 يوليو 2018 انتقل لنادي نجوم المستقبل لمدة لموسمين في صفقة انتقال حر.